# Pleurosignum magnum
Pleurosignum magnum är en kräftdjursart som beskrevs av Ernst Vanhöffen 1914. Pleurosignum magnum ingår i släktet Pleurosignum och familjen Paramunnidae. Inga underarter finns listade i Catalogue of Life.